# Thủy điện Sê San 4A
Thủy điện Sê San 4A là công trình thủy điện xây dựng trên sông Sê San, tại vùng đất  xã Mô Rai, huyện Sa Thầy, tỉnh Kon Tum và xã Ia O, huyện Ia Grai, tỉnh Gia Lai, Việt Nam. Đây là công trình cuối cùng về phía hạ lưu của hệ thống sông Sê San .
Thủy điện Sê San 4A có công suất 63 MW với 3 tổ máy, khởi công tháng 3/2008, hoàn thành tháng 10/2011 .

## Chỉ dẫn
1. ↑  Tên các xã theo Bản đồ tỷ lệ 1:50.000 tờ D-48-59-B, Cục Đo đạc và Bản đồ, 2013.